# Historia de Mauricio

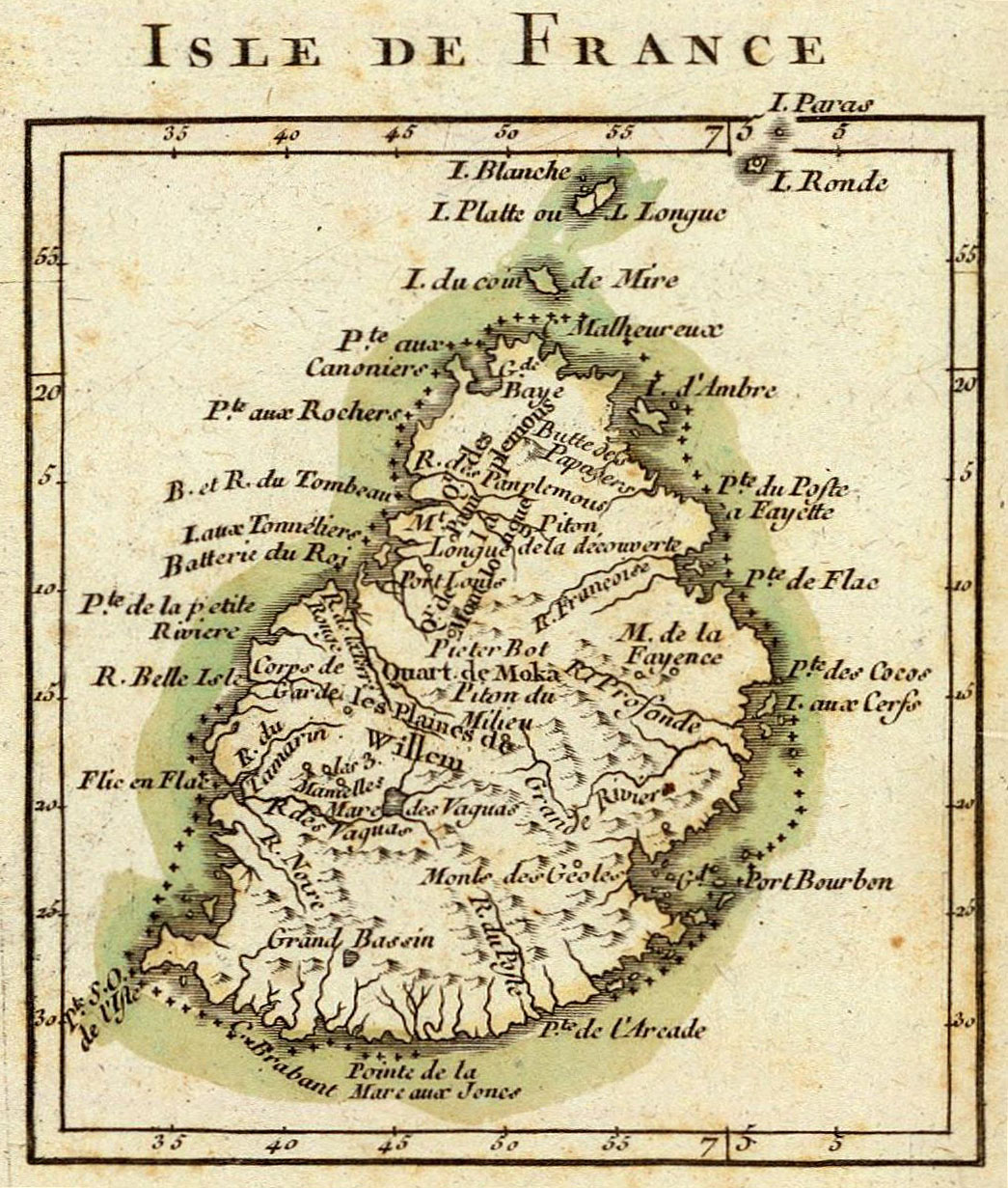
Mapa francés de 1791, bajo el título «Isla de Francia».

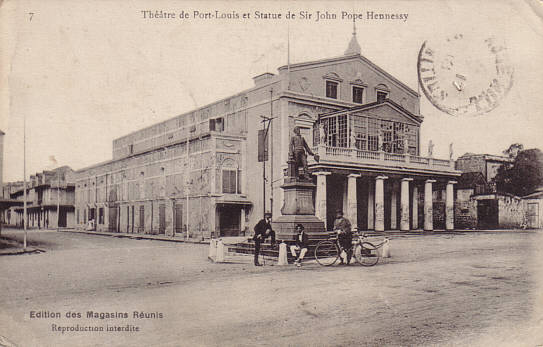
Una postal de Mauricio, Port Luis: Teatro c.1900-1910.

Mientras que el gran conocimiento de los marineros árabes y malayos sobre Mauricio se dio desde el siglo X, los portugueses llegaron en 1505. La isla se mantuvo deshabitada hasta 1638 cuando fue colonizada por los neerlandeses. Ellos nombraron la isla en honor del príncipe Mauricio de Nassau. Debido a cambios climáticos, los ciclones y el deterioro del suelo fértil, los neerlandeses abandonaron la isla algunas décadas después. Los franceses controlaron la isla durante el siglo XVIII y la nombraron Île de France (Isla de Francia). 
A pesar de ganar la famosa batalla de Grand-Port, iniciada el 23 de agosto de 1810 en la que las fuerzas navales francesas al mando del comodoro Guy-Victor Duperré vencieron a las fuerzas británicas comandadas por Nesbit Willoughby, los franceses fueron derrotados por los británicos al norte de la isla, en cabo Malheureux, un mes después, y el 6 de diciembre de 1810 Mauricio capituló ante el vicealmirante Albemarle Bertie. Ello significó la pérdida de la posesión a favor de los británicos y la posterior reversión de la isla a su nombre antiguo.
En 1965, el Reino Unido separó al archipiélago Chagos de Mauricio para crear el Territorio Británico en el Océano Índico con la finalidad de utilizar esas islas estratégicas con finalidades defensivas junto con los Estados Unidos. A pesar de que el gobierno de Mauricio estuvo de acuerdo con dicha maniobra en ese momento, los posteriores gobiernos han reclamado esas islas señalando que la separación fue ilegal a la luz del derecho internacional.
La independencia fue conseguida en 1968. El país se convirtió en una república dentro de la Commonwealth en 1992. Mauricio ha sido una democracia estable con elecciones libres regulares con un récord positivo de respeto a los derechos humanos y ha atraído considerables inversiones extranjeras logrando uno de los ingresos per cápita más altos de África.
Mauricio apunta a ser el conector de negocios del océano Índico. Se están buscando actualmente nuevas oportunidades de negocio en la banca y el sector tecnológico, además de ser unas de las islas más bellas del continente.

## Descubrimiento y colonización

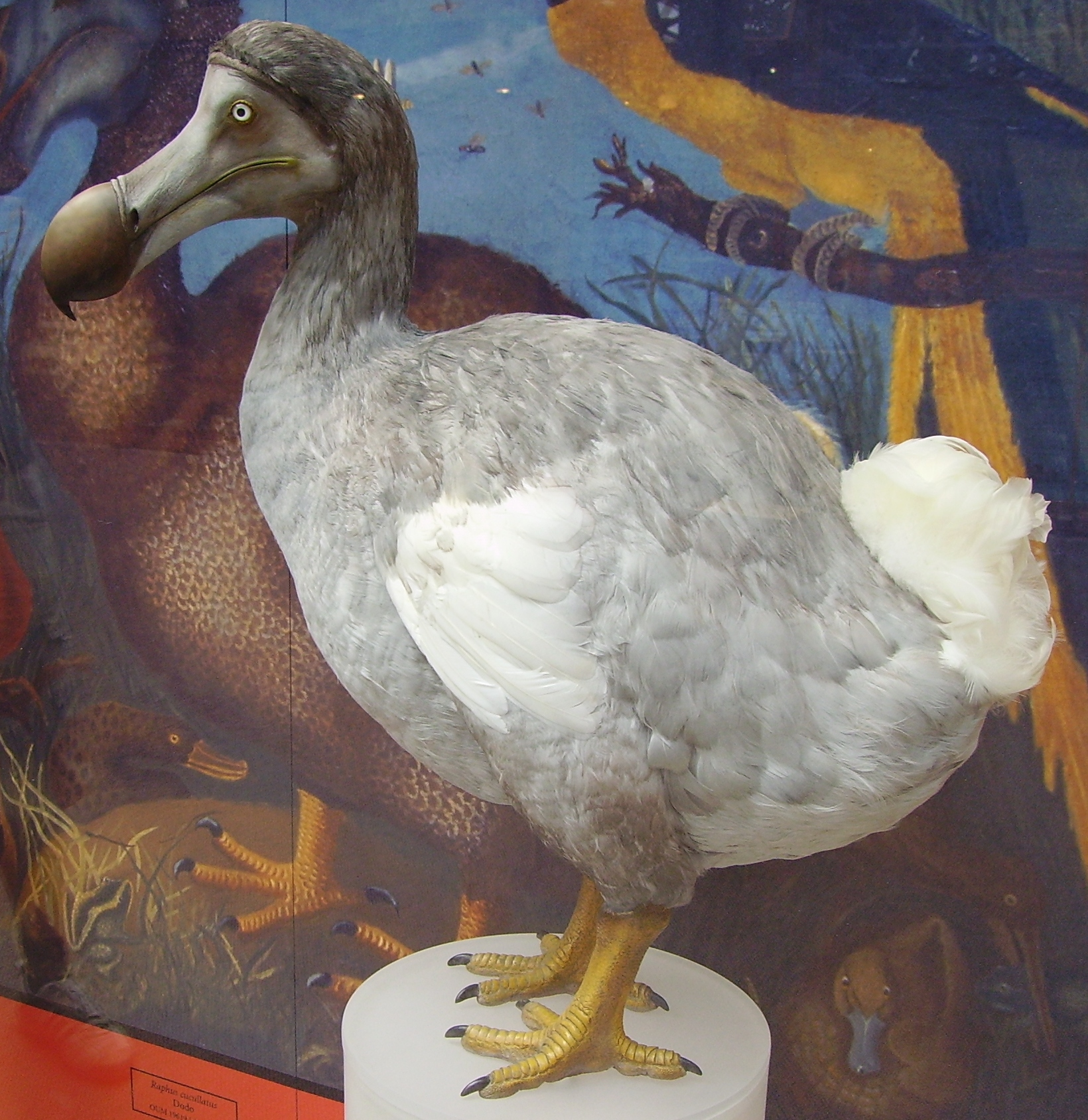
Dodo

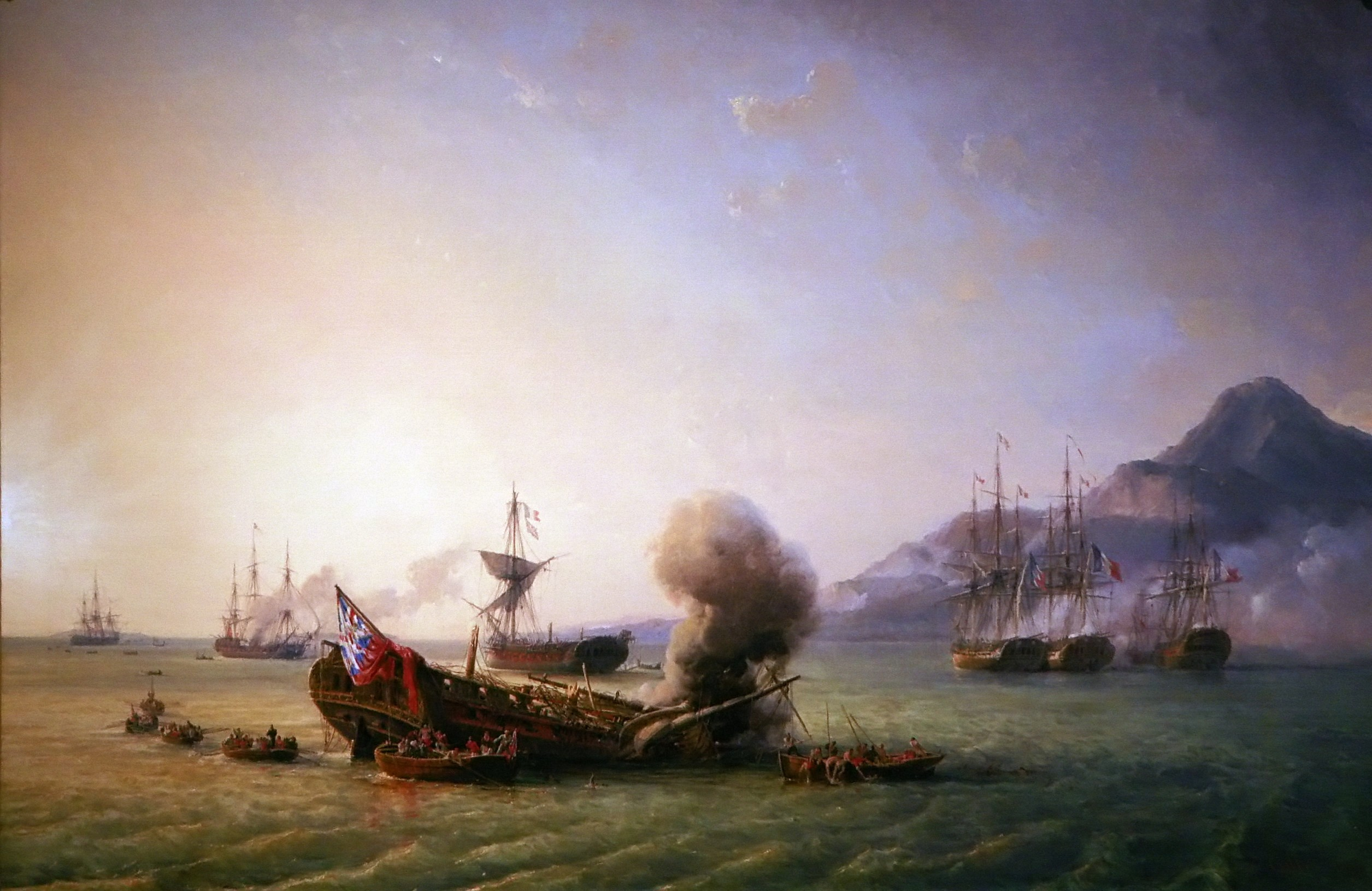
La Batalla de Grand Port

La isla de Mauricio fue conocida probablemente por los navegantes árabes desde el siglo X o antes. En 1505 los portugueses arribaron a la isla pero no la ocuparon. Los neerlandeses la colonizaron entre 1598 y 1710 bautizándola en honor al navegante Mauricio de Nassau.
Fueron ocupadas por piratas. En 1721 la Compañía Francesa de las Indias Orientales se estableció en ella y la rebautizó como Île-de-France. En 1810 los ingleses se apoderaron de ella y le devolvieron el nombre Mauricio en 1814. En 1835 se abolió la esclavitud y los esclavos fueron reemplazados por trabajadores indios.

## Independencia
La actividad económica del país decayó, hasta que durante la Primera Guerra Mundial subió el precio del azúcar. Las crisis sucedieron a lo largo del siglo XX. En 1968 el 12 de marzo tras un referéndum, la isla tuvo la independencia dentro de la Comunidad Británica de Naciones.

## Actualidad
Esta época se caracteriza por choques entre musulmanes y criollos. En 1992 se cambió la constitución por la que se cambió al monarca británico por un jefe de Estado, un poder legislativo de 70 miembros y el judicial con el Tribunal Supremo como su más alta autoridad.
Desde 2009 a 2011, la Comisión de Verdad y Justicia fue establecida para explorar el impacto de la esclavitud y la servidumbre por contrato en Mauricio. La Comisión tenía la tarea de investigar la desposesión de tierras y "determinar las medidas apropiadas para extenderlas a los descendientes de esclavos y trabajadores contratados". Fue "único en el sentido de que abordó los  abusos de clase socioeconómicos" y exploró la posibilidad de reparaciones. La Comisión intentó cubrir más de 370 años, el período de tiempo más largo que una comisión de la verdad ha cubierto alguna vez. Publicado el 25 de noviembre de 2011, el informe describió más de 300 recomendaciones que detallan las formas de sacar de la pobreza a los afectados por la esclavitud y los trabajos forzados.
El 3 de octubre de 2024, los gobiernos británico y mauricio anunciaron, en una declaración conjunta, la transferencia de la soberanía del archipiélago a Mauricio. La isla de Diego García, donde se ubica la base militar de Camp Justice, fue la única excepción a este nuevo tratado, ya que el gobierno mauricio cedió la administración al Reino Unido por un período de al menos 99 años. El 22 de mayo de 2025, el primer ministro británico, Kier Starmer, firmó el acuerdo formal sobre la transferencia de la soberanía de las Islas Chagos a Mauricio. Según los términos del acuerdo, el atolón estratégico de Diego García y su zona de amortiguación de 38 kilómetros fueron devueltos inmediatamente al Reino Unido. Este acuerdo permite la operación continua de la base conjunta angloamericana en la isla durante los próximos 99 años, con una prórroga de 40 años y un derecho de preferencia posterior. Mauricio recibirá un pago anual de alquiler de 165 millones de libras del Reino Unido durante los primeros tres años, seguido de 120 millones de libras anuales durante los diez años siguientes. Posteriormente, este pago anual de 120 millones de libras se indexará a la inflación.